# 이영하 (배우)
이영하(李瑩河, 1950년 1월 17일 ~ )는 대한민국의 배우이다.

## 생애
1950년 충남 대전시에서 출생하였으며, 지난날 한때 대전에서 잠시 유아기를 보낸 적이 있는 그는 1969년 극단 광장 단원으로서 연극 배우 활동을 하였다. 이후 1977년 영화 《문》으로 본격적으로 연예계에 데뷔하여 영화 배우가 되었으며, 같은 해 1977년 KBS 특채 탤런트로 발탁이 되어 텔레비전 배우가 되었다. 영화 《빙점 81》, 《우리는 지금 제네바로 간다》, 《우담바라》 등에서 주연을 맡았다. KBS 2TV 드라마 《며느리 전성시대》에 출연했다.

## 학력
- 경희고등학교
- 중앙대학교 연극영화과
- 고려대학교 언론대학원 언론학과 전공

## 경력
- 1969년 ~ 1977년 극단 광장 단원
- 1977년 KBS 특채 탤런트

## 가족 관계
- 전 배우자 : 선우은숙 (1959년 12월 24일 ~)
  - 장남 : 이상원 (1982년 7월 31일 ~)
  - 며느리 : 최선정 (1993년 10월 22일 ~)
    - 손녀 : 이태리 (2019년 10월 12일 ~)
    - 손자 : 이현 (2021년 12월 14일 ~)

  - 차남 : 이상민 (1990년 6월 17일 ~)

## 출연

### 방송

#### 드라마
- 1977년 KBS 1TV 《행복의 문》
- 1979년 KBS 1TV 《레만호에 지다》
- 1982년 KBS 1TV 《보통 사람들》 - 이영남 역
- 1983년 KBS 2TV 《산유화》 - 오석환 역
- 1984년 KBS 2TV 《행복전쟁》
- 1984년 KBS 2TV 《간호병동》
- 1986년 KBS 1TV 《여심》
- 1988년 KBS 1TV 《사랑의 기쁨》
- 1989년 MBC 《제5열》 - 최진 역
- 1990년 KBS 2TV 《지워진 여자》 - 정대명 역
- 1991년 KBS 2TV 《여자의 시간》 - 정진형 역
- 1992년 MBC 《억새 바람》 - 이태섭 역
- 1993년 KBS 2TV 《서른한살의 반란》
- 1993년 MBC 《사랑의 방식》 - 이사준 역
- 1993년 SBS 《일과 사랑》 - 서기준 역
- 1994년 SBS 《이 여자가 사는 법》 - 고동민 역
- 1995년 MBC 《숙희》 - 박영식 역
- 1995년 SBS 《코리아게이트》 - 김영삼 역
- 1996년 SBS 《자전거를 타는 여자》 - 봉세일 역
- 1996년 SBS 《만강》 - 막손 역
- 1997년 MBC 《신데렐라》 - 유건희 역
- 1997년 SBS 《여자》 - 허봉춘 역
- 1997년 SBS 《행복은 우리 가슴에》 - 조태수 역
- 1998년 MBC 《사랑》 - 김준섭 역
- 1998년 SBS 《서울 탱고》 - 마동수 역
- 1998년 KBS 2TV 《야망의 전설》
- 1998년 SBS 《로맨스》 - 한지훈 역
- 1998년 SBS 《포옹》 - 김인철 역
- 1998년 KBS 2TV 《종이학》 - 조문기 역
- 1999년 MBC 《흐르는 것이 세월뿐이랴》 - 준일 역
- 1999년 KBS 2TV 《우리는 길 잃은 작은 새를 보았다》 - 윤석훈 역
- 1999년 SBS 《아들아 너는 아느냐》 - 신경외과 의사 역
- 2000년 KBS 2TV 《송화》 - 전광석 역
- 2000년 KBS 2TV 《나는 그녀가 좋다》 - 최승미의 아빠 역
- 2000년 KBS 1TV 《약속》 - 서신행 역
- 2001년 SBS 《그래도 사랑해》 - 오순미의 삼촌 역
- 2001년 SBS 《이 부부가 사는 법》 - 배재민 역
- 2001년 MBC 《여우와 솜사탕》 - 안국민 역
- 2003년 MBC 《내 인생의 콩깍지》 - 최병우 역
- 2003년 MBC 《나는 달린다》 - 강준경 역
- 2003년 KBS 2TV 《상두야, 학교가자》 - 차만도 역
- 2004년 MBC 《왕꽃 선녀님》 - 윤재학 역
- 2004년 MBC 《MBC 베스트극장 - 옛사랑》 - 허민수 역
- 2004년 KBS 2TV 《백설공주》
- 2004년 KBS 2TV 《미안하다, 사랑한다》 - 송대천 역
- 2005년 MBC 《슬픈 연가》 - 최전일 역
- 2005년 MBC 《이별에 대처하는 우리의 자세》 - 근영 아버지 역
- 2005년 KBS 1TV 《별난여자 별난남자》 - 장재만 역
- 2006년 MBC 《넌 어느 별에서 왔니》 - 최수일 역
- 2006년 SBS 《맨발의 사랑》 - 문대복 역
- 2007년 MBC 《히트》 - 정택원 역
- 2007년 MBC 《메리대구 공방전》 - 풍운도사 역
- 2007년 KBS 2TV 《며느리 전성시대》 - 조민식 역
- 2008년 KBS 2TV 《연애결혼》 - 강현 부 역
- 2010년 MBC 《글로리아》 - 정우현 역
- 2011년 MBC 《불굴의 며느리》 - 장석남 역
- 2011년~2012년 KBS 2TV 《오작교 형제들》 - 백인호 역 (특별출연)
- 2012년 SBS 《내 인생의 단비》 - 한만준 역
- 2014년 KBS 드라마 《S.O.S 나를 구해줘》
- 2014년 KBS 1TV 《당신만이 내사랑》 - 남제일 역
- 2015년 SBS 《심야식당》 - 노악사 역
- 2015년 KBS 1TV 《우리집 꿀단지》 - 최정기 역
- 2016년 OCN 《뱀파이어 탐정》 - 주영광 역

#### 시트콤
- 1997년 MBC 《남자 셋 여자 셋》 ... 카메오 단역

#### 예능
- 1985년 KBS 1TV 《올스타 신춘대축제》
- 1992년 KBS 2TV 《연예가중계》
- 1992년 MBC 《즐거운 세상》
- 1992년 MBC 《일요일 일요일 밤에》
- 1992년 KBS 2TV 《전원집합 토요대행진》
- 1995년 MBC 《한밤의 데이트》
- 1996년 SBS 《달빛소나타》
- 1997년 KBS 1TV 《TV는 사랑을 싣고》
- 2006년 MBC 《일요스타워즈 전화받으세요》
- 2006년 KBS 2TV 《한국 한국인》
- 2014년 JTBC 《님과 함께》
- 2015년 TvN 《언제나 칸타레 시즌 2》
- 2016년 MBC 《꽃미남 브로맨스》
- 2016년 채널A 《개밥 주는 남자》
- 2016년 KBS 2TV 《불후의 명곡 - 전설을 노래하다》

### 영화
- 1977년 《문》
- 1977년 《얄개 행진곡》
- 1978년 《미스 양의 모험》
- 1978년 《화려한 외출》
- 1978년 《갯마을》
- 1978년 《마지막 겨울》
- 1978년 《웃음소리》
- 1978년 《상처》
- 1979년 《12인의 하숙생》
- 1979년 《마지막 찻잔》
- 1979년 《밤이면 내리는 비》
- 1979년 《불행한 여자의 행복》
- 1980년 《어느 여대생의 고백》
- 1980년 《타인의 방》
- 1980년 《휴가받은 여자》
- 1980년 《내가 버린 여자 2》
- 1980년 《너는 내 운명》 - 민호 역
- 1980년 《순악질여사》
- 1980년 《불새》 - 영섭 역
- 1980년 《야성의 처녀》
- 1980년 《겨울 사랑》 - 강지훈 역
- 1981년 《겨울에 내리는 봄비》
- 1981년 《메아리》
- 1981년 《아빠 안녕 81》
- 1981년 《빙점 81》
- 1981년 《종군수첩》
- 1981년 《색깔있는 여자》
- 1981년 《초대받은 사람들》
- 1982년 《겨울로 가는 마차》
- 1982년 《이십육×365=0 (속)》
- 1982년 《친구여 조용히 가다오》
- 1982년 《아벤고 공수군단》 - 오승지 역
- 1982년 《겨울 사냥》
- 1982년 《내가 사랑했다》
- 1982년 《진아의 벌레먹은 장미》
- 1982년 《무녀의 밤》
- 1982년 《사랑의 노예》
- 1983년 《나비 품에서 울었다》
- 1983년 《춤추는 달팽이》
- 1983년 《사랑할 때와 헤어질 때》
- 1983년 《첫사랑은 못잊어》
- 1983년 《경아의 사생활》
- 1983년 《외출》
- 1984년 《여자가 두번 화장할 때》
- 1984년 《술잔과 입술》
- 1984년 《사랑의 찬가》 - 전영호 역
- 1984년 《가고파》
- 1985년 《여신의 늪》
- 1985년 《화녀촌》
- 1986년 《비내리는 영동교》
- 1986년 《욕망의 거리》
- 1986년 《삼색 스캔들》
- 1986년 《초야에 타는 강》
- 1986년 《눈짓에서 몸짓까지》 - 이정우 역
- 1986년 《유혹시대》
- 1986년 《투명인간》
- 1987년 《우리는 지금 제네바로 간다》
- 1987년 《안개 기둥》
- 1987년 《영웅 돌아오다》
- 1987년 《박철수의 헬로 임꺽정》
- 1987년 《비창》 - 구인상 역
- 1987년 《Y의 체험》
- 1988년 《그 마지막 겨울》 - 우현 역
- 1989년 《밀월》 - 이현민 역
- 1989년 《오늘 여자》
- 1989년 《늑대의 호기심이 비둘기를 훔쳤다》 - 강유진 역
- 1989년 《우담바라》 - 박동하 역
- 1989년 《아낌없이 주련다》
- 1990년 《단지 그대가 여자라는 이유만으로》 - 남편 역
- 1991년 《뻘》
- 1991년 《서울의 눈물》
- 1991년 《테레사의 연인》
- 1992년 《명자 아끼꼬 쏘냐》 - 야마모또 역
- 1992년 《불행한 아이의 행복》
- 1994년 《우리 시대의 사랑》
- 1995년 《말미잘》
- 1997년 《표류일기》 - 아빠 역
- 1998년 《실락원》 - 한지우 역
- 2007년 《동갑내기 과외하기 레슨 2》 - 종만 부, 허하룡 역

### 공연

#### 연극
- 2009년 《낮잠》
- 2010년 《낮잠》

### 광고
- 1981년 제일합섬 밴가드텍스
- 1982년 일동후디스 아기밀 (With 선우은숙)
- 1983년 광동제약 사리돈 (With 정한용)
- 1985년 동아제약 위청수 (With 선우은숙)
- 1985년 동아제약 콤비이씨 (With 선우은숙)
- 1985년 동아제약 쌍화탕 (With 선우은숙)
- 1986년 동아제약 솔표 우황청심원 (With 선우은숙)
- 1986년 한일합섬 한일 뜨게실 (With 선우은숙)
- 1986년 대진침대 (With 선우은숙)
- 1986년 동아제약 솔감탕 (With 선우은숙)
- 1988년 사조오양 오양맛살 (With 선우은숙)
- 1988년 사조오양 오양참치캔 (With 선우은숙)
- 1989년 동아제약 솔표 우황청심원
- 1991년 삼풍 브랜우드
- 1992년 스킨푸드 엠버서더
- 1993년 동화약품 화이투벤 (With 선우은숙)
- 1995년 위니아대우 대우 입체냉장고 탱크 (With 유인촌, 이홍렬, 박인환, 염정아, 고소영, 배종옥)
- 1995년 부광약품 파로돈탁스 (With 선우은숙)
- 1996년 자방모드
- 1998년 서울신문
- 1999년 KGC인삼공사 정관장 홍삼정 (With 선우은숙)
- 2006년 썬앤문 스파플러스 (With 선우은숙)
- 2014년 전국공무원노동조합

## 수상
- 1978년 제14회 백상예술대상 TV부문 남자 신인연기상 (행복의 문)
- 1986년 제22회 백상예술대상 영화부문 남자 최우수연기상 (화녀촌)
- 1986년 제25회 대종상 남우주연상 (안개기둥)
- 1987년 제26회 대종상 남자 인기상 (우리는 지금 제네바로 간다)
- 1987년 제26회 대종상 남우주연상 (우리는 지금 제네바로 간다)
- 1989년 제25회 백상예술대상 영화부문 인기상 (밀월)
- 1991년 제29회 대종상 남우주연상 (단지 그대가 여자라는 이유만으로)
- 1991년 제11회 한국영화평론가협회상 남우주연상 (단지 그대가 여자라는 이유만으로)
- 1994년 제18회 황금촬영상 남우주연상 (우리시대의 사랑)
- 2003년 KBS 연기대상 코믹연기상 (상두야, 학교가자)

## 논란

### 성추행 관련 의혹
이영하가 해외에 체류 중이던 2018년 3월 18일에 TV조선은 미스코리아 출신 배우가 화보 촬영 직후에 성추행 당했다고 주장하는 내용을 보도하면서 당사자가 정신적 충격이 컸다고 말했다.